# Trolöshetsdebatten
Trolöshetsdebatten är en debatt som utspelades i Sverige i början av 1966 på Svenska Dagbladets debattsida och andra större tidningar, som kom att få vittgående konsekvenser i fråga om allmänna värden i samhället. Fastän också politiskt genomsyrad, uppstod debatten på grundval av olika vetenskapliga teorier och synen på kulturens roll.

## Debatten
Debatten fick sin början 1963 då Dagens Nyheter publicerade en debattartikel av poeten Björn Håkanson under titeln Till trolöshetens lov. Håkansson menade att det nu var dags att frigöra människan från auktoritetsbundenhet och traditioner och förespråkade istället "trolöshet" i betydelsen att leva fritt och oberoende av gamla normer. Bland det han ville göra upp med fanns "medvetenhet" (med vilken Håkansson avsåg strävan efter rationalism och klarhet i varje läge, vilket också skulle innebära oförmåga till improvisation) och "konsekvens" (med vilken i detta sammanhang menades oemottaglighet för rationella argument). "Den medvetne blir med denna beskrivning en maktmänniska, den konsekvente en kompromisslös viljemänniska, en fanatiker, disponerad för martyrskap eller tyranni." Den diskussion som följde rörde bland annat oklarheten i de termer som Håkanson använt, men många var försiktigt positiva.
Efter en intervju som medicinprofessor Gunnar Biörck gav i Svenska Dagbladet den 5 januari 1966, fick debatten en nytändning. Biörck menade att högern, socialdemokratin och kommunismen hade den gemensamma nämnaren att de trodde på struktur och styrning av samhället. Den rådande kulturdebatten var enligt Biörck fjärran från människors verkliga problem, och "den ansvarstagande opinionen" hade inte tid att deltaga i samhällsdebatten. Framför allt avvisade Biörck det öppna samhället, normlösheten och trolösheten, och menade dels att dessa fenomen förutsatte ett reglerat samhälle för att yttras, dels att detta ledde till en stegring av alkoholism, narkomani, könssjukdomar och kriminalitet bland ungdomar. Gunnar Biörck kom att representera en värdekonservatism och elitism som tynat av sedan Hjalmar Hammarskjöld. En av de sista som yttrade sig i debatten, filosofen Alf Ahlberg i Under Strecket 9 februari, varnade för att demokratin inte kan fungera på grundval av värdenihilism.
Emot sig fick de kulturradikaler med Olof Lagercrantz och Lars Gyllensten i spetsen. Dessa tillbakavisade normer, auktoriteter, kapitalism och elitism med utgångspunkt i modernismen, skepticismen och följderna av människors lydnad mot Hitler. Slutprodukten brukar beskrivas som relativism. Lagercrantz, som var kulturredaktör vid Dagens Nyheter, kallade Biörck okunnig och oförmögen att konkretisera debatten. P.O. Enquist hävdade att trolösheten som förespråkades av kulturen inte handlade om att avskaffa normerna, utan normsystemen. Professor Per Olof Bolding, som representerade det stora flertalet i debatten vilka intog en medelväg, ifrågasatte att auktoriteter kunde ge ansvarskänsla, och framhöll i stället fakta och "anspråkslös vägledning" vid valsituationer som stärkande det moraliska medvetandet.
Kulturradikalismen var delvis präglad av en fusion av liberalism och maoism, men genom bland annat Gyllensten kom den att ta sig uttryck i ett förhållningssätt till vetenskapen som kännetecknas av att naturvetenskapen har företräde framför andra vetenskapliga grenar. Till en del var denna sidan av "de trolösa" påverkade av Karl Poppers vetenskapsteori, men skilde sig på avgörande punkter. Popper menade att marxismens försök att överföra naturvetenskapens sanning på samhället var förkastligt, men de svenska kulturradikalerna anammade den marxistiska och evolutionära ståndpunkten på hur samhället borde förändras enligt de vetenskapliga rönen. Eftersom debatten handlade om trolöshet mot det borgerliga samhällets normer och tillbakavisande av konventioner, fick de värdekonservativa ingen större uppbackning av socialdemokrater.  
Till en början hade kulturradikalismen endast förankring bland personer inom media, den akademiska världen och kulturen, och motarbetades av de breda folklagren. När kulturradikalismen tog sig uttryck i medialiserad sexuell frigörelse och att kristendomsundervisningen ersattes av religionsvetenskap, väcktes starka reaktioner. Två miljoner människor skrev på protestlistor emot avskaffandet av kristendomsundervisningen. Att denna "kulturrevolution" ägde rum trots massivt motstånd, har av Olof Ehrenkrona förklarats med att kulturradikalerna hade problemformuleringsprivilegiet; med TV:n och utbildningsväsendet kom det så småningom att få fäste hos folkdjupet.
Trolöshetsdebatten var startskottet för vänstervågen 1968. Liknande attacker mot borgerliga och konservativa värden förekom i andra västländer. Den omedelbara konsekvensen var en massuppslutning av kulturskribenter till kulturradikalerna och deras proklamation att normsystemen och ideologierna var döda. Till denna uppslutning hörde folkpartiets valparoll samma år, "Rösta ungt", där senare statsminister Ola Ullsten deltog.
Tage Danielsson gjorde en satirisk förkortning av trolöshetsdebatten i sin bok om att prata strunt, Grallimmatik, och sammanfattade till sist hela debatten i tre punkter:
| ”                 | 1. Var och en av debattörerna har sin egen definition på normlöshet och trolöshet. 2. Ingen av debattörerna känner till eller vill lära sig de övrigas definitioner. 3. Vi kan i alla fall vara rätt säkra på att människan är ett socialt väsen. | „ |
| – Tage Danielsson | |   |